# Melanonus
Melanonus är ett släkte av fiskar. Melanonus ingår i familjen Melanonidae.
Melanonus är enda släktet i familjen Melanonidae.
Kladogram enligt Catalogue of Life:
| Melanonus | \| \| Melanonus gracilis \| \| \| \| \| \| Melanonus zugmayeri \| \| \| \| |
|           | \| \| Melanonus gracilis \| \| \| \| \| \| Melanonus zugmayeri \| \| \| \| |
|           | Melanonus gracilis                                                         |
|           |                                                                            |
|           | Melanonus zugmayeri                                                        |
|           |                                                                            |